# Pendule astronomique de Passemant
La pendule astronomique de Passemant, dite pendule de Louis XV, est un instrument conçu et réalisé en France au milieu du XVIIIe siècle par Claude-Siméon Passemant.
Chef-d'œuvre d'horlogerie et d'ornementation, elle est conservée au château de Versailles. La pendule se situe au premier étage du bâtiment principal, dans le petit appartement du roi. Elle a donné son nom au cabinet de la Pendule qui l'abrite depuis 1754, sauf un transfert à Paris de 1797 à 1833.

## Description
L'horloge indique :
- la date ;
- l'heure réelle ;
- l'heure moyenne ;
- la phase de la lune.

Son fonctionnement était initialement programmé jusqu'en 9999.  
Un coffre en bronze doré de style rocaille, soutenu par quatre supports imitant des pieds de biche, abrite son mécanisme. Des deux côtés se répète l'inscription Les bronzes sont composés et exécutés par Caffieri. Au sommet, un globe en cristal contient une sphère armillaire où figurent à leur position exacte, selon l'héliocentrisme de Copernic, les planètes du système solaire alors connues, de Mercure à Saturne. Rochers et chutes d’eau entourent la Terre et lui servent d’horizon. 
L'ensemble mesure 2,26 m de haut.

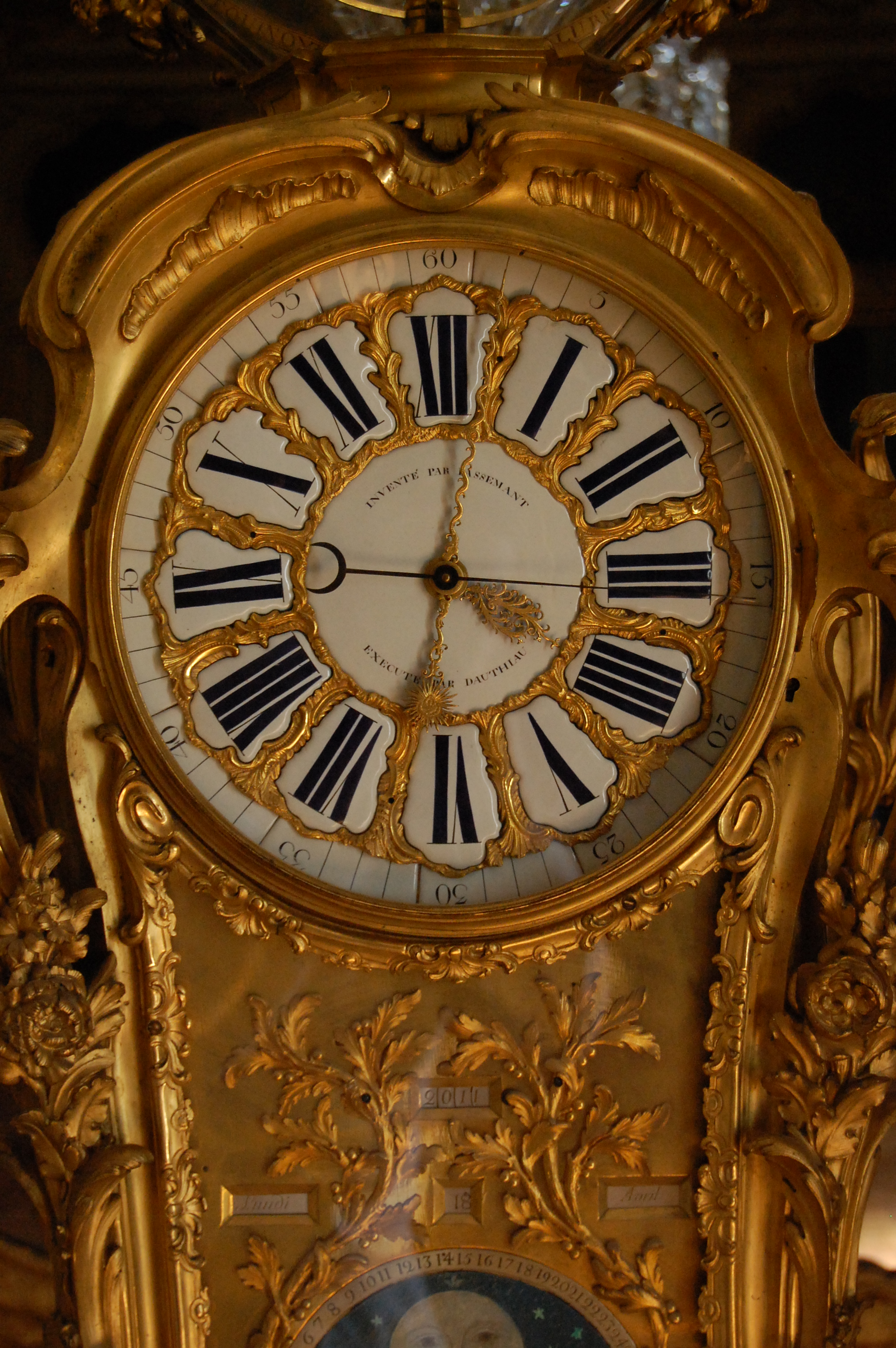
Le cadran des heures.
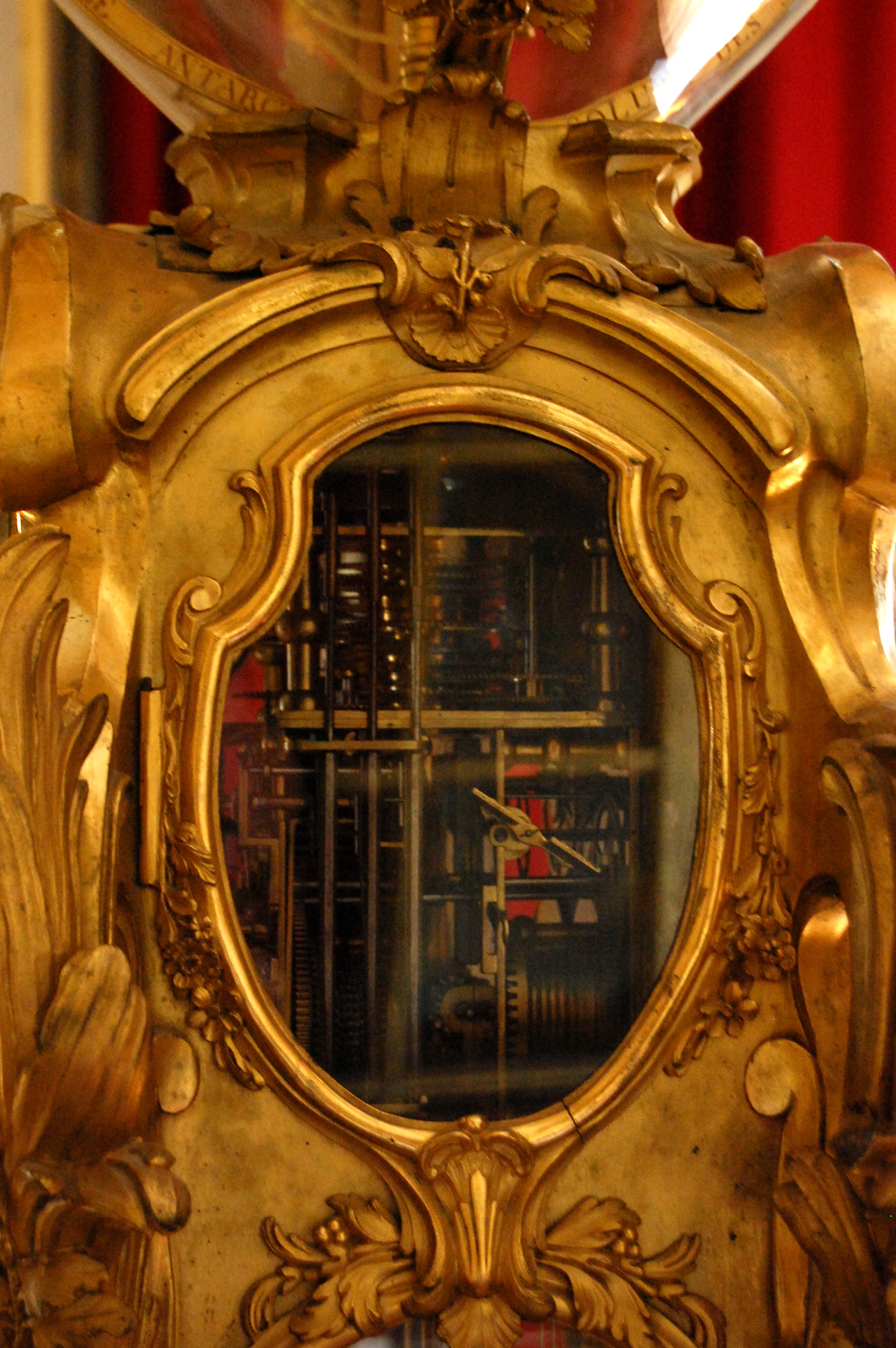
Le mécanisme.
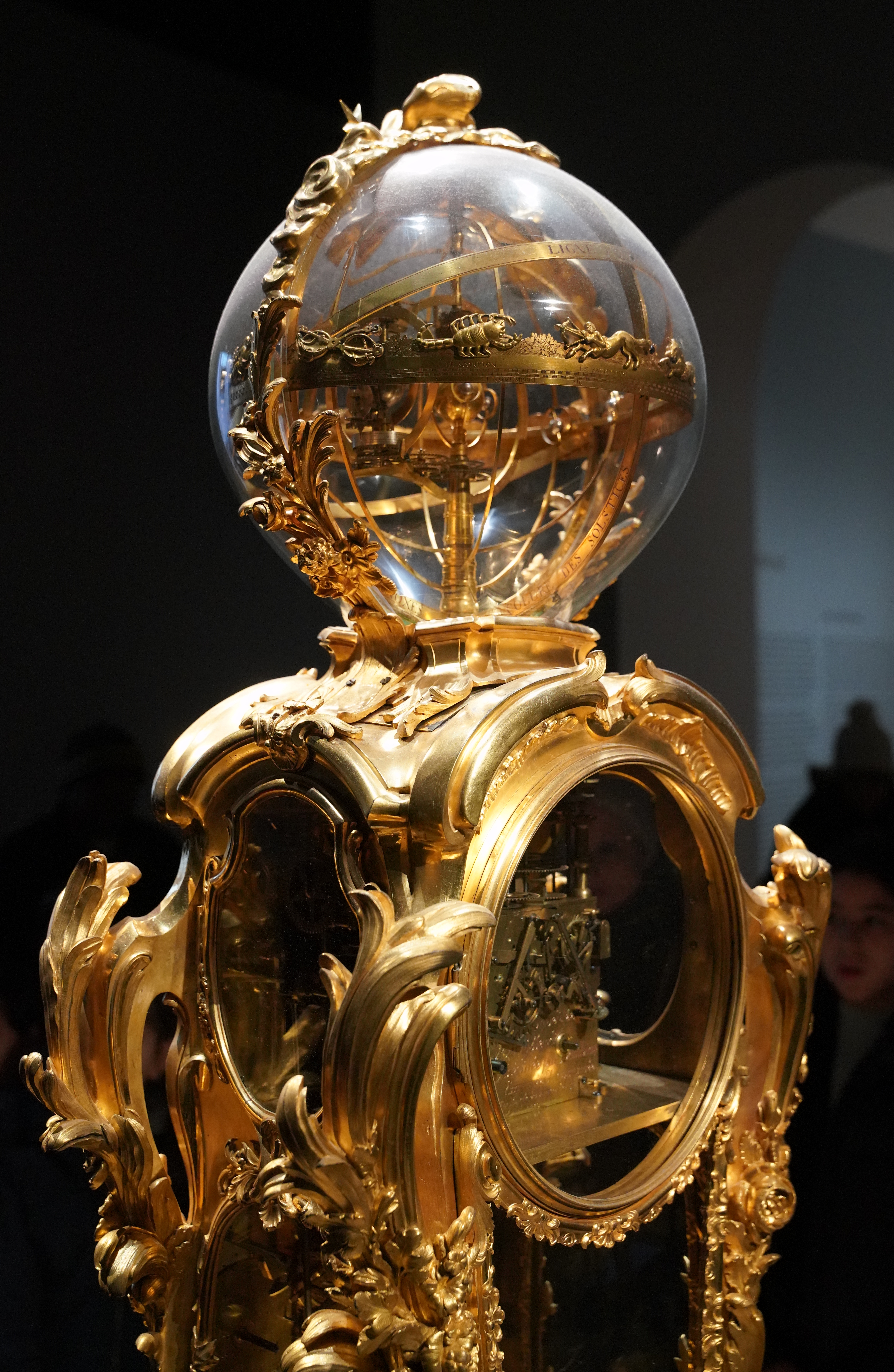
Son globe.

## Historique

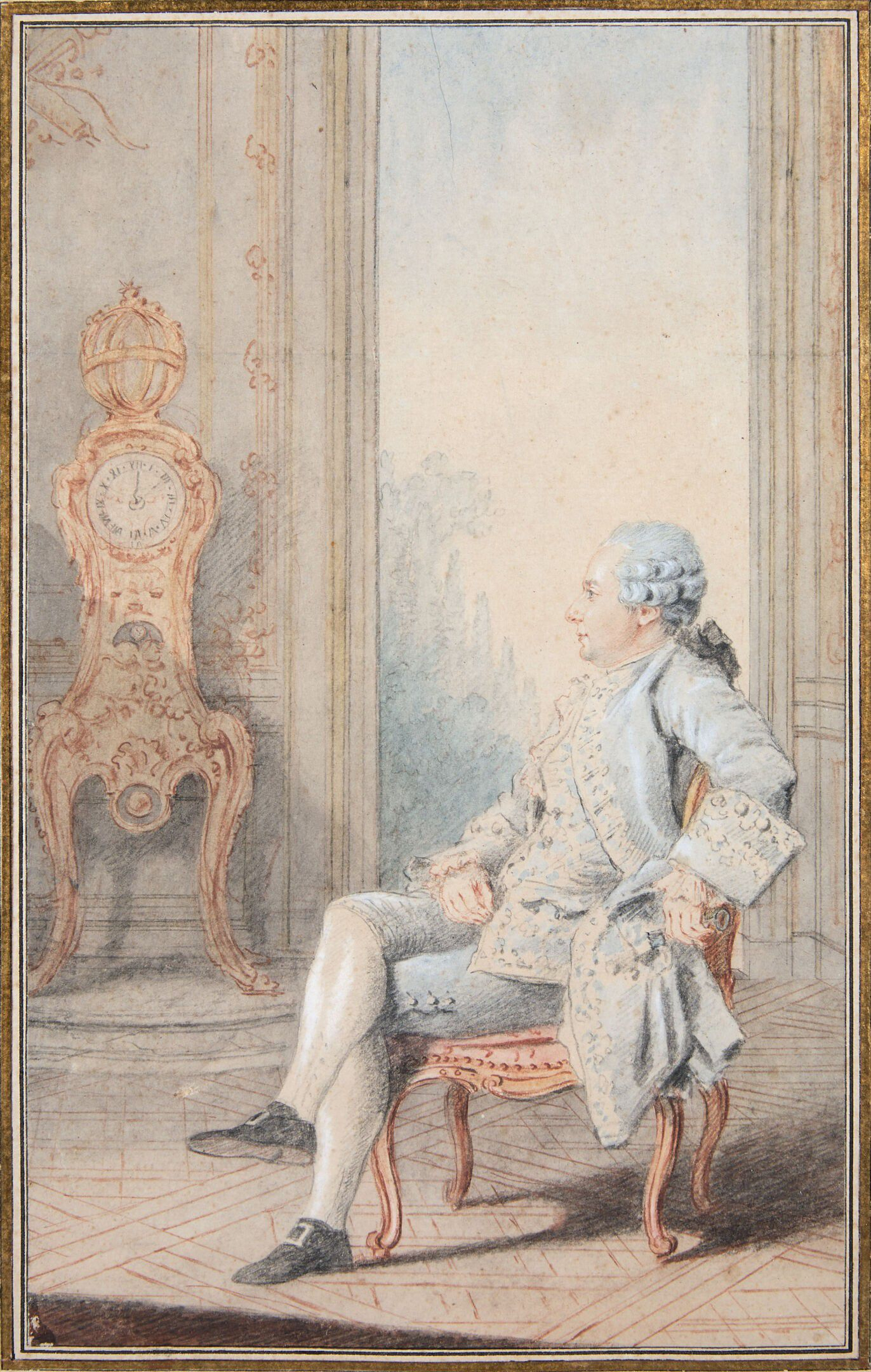
Carmontelle, Jean-Benjamin de La Borde, premier valet de chambre du Roi à Versailles, devant l'horloge astronomique de Claude-Siméon Passemant, 1762

L'ingénieur Claude-Siméon Passemant conçoit le mécanisme de la pendule. Il faut à l'horloger Louis Dauthiau une douzaine d'années pour le fabriquer.
La pendule est présentée à l'Académie royale des sciences le 23 août 1749. Le 7 septembre 1750, au château de Choisy-le-Roi, le duc de Chaulnes la montre à Louis XV. Féru de sciences, le monarque l'acquiert. Pour protéger le mécanisme, un coffre rocaille est commandé en 1753 au sculpteur Jacques Caffieri et à son fils Philippe, bronzier.
En janvier 1754, l'horloge prend place au château de Versailles, parmi les cadrans astronomiques du cabinet des pendules. Pour la première fois en France, elle permet  de déterminer l'heure officielle. Une coutume s'instaure dans la famille royale : chaque 31 décembre à minuit, Louis XV et son épouse, assis de part et d'autre de l'instrument, assistent au changement d'année.
En 1797, la pendule est transférée au Conservatoire des Arts et Métiers. Napoléon Bonaparte la fait installer au palais des Tuileries. En 1800, le  ministre de l'Intérieur charge l'horloger Antide Janvier de la restaurer. Mais ce dernier, ruiné, en a mis en gage certains éléments au Mont-de-piété. Au terme de longues tractations, la pendule est remise en état en 1827. Restituée au Garde-meuble en 1828, elle reprend sa place originelle en 1833, sur ordre de Louis-Philippe.
En 2022, le château de Versailles, dans le cadre des manifestations pour le tricentenaire du couronnement de Louis XV et grâce à un mécénat de Rolex, annonce la rénovation complète du pendule avec une restauration de ses bronzes et de son mécanisme horloger au Centre de recherche et de restauration des musées de France. Le fort encrassement du mécanisme fait que de nombreuses indications ne fonctionnent plus et que son mouvement moteur principal cesse de fonctionner de manière récurrente. L'horloge restaurée est présentée à l'ouverture de l'exposition Louis XV le 18 octobre 2022.

## Créateurs
La pendule est l'œuvre de quatre spécialistes éminents :
- Claude-Siméon Passemant (1702-1769), horloger, opticien, astronome et ingénieur, fournisseur des cabinets de physique du roi ;
- Louis Dauthiau (1713-1769)[7], horloger ;
- Jacques Caffieri (1678-1755), sculpteur ;
- Philippe Caffieri (1714-1774), fils du précédent, bronzier.

## Postérité
L'ingénieur Passemant conçoit aussi, à la même époque, une pendule pour Joseph-François Dupleix, gouverneur des comptoirs des Indes orientales. Elle doit servir de présent diplomatique à un prince de Golconde. Mais la disgrâce de Dupleix met fin au projet. La pendule est présentée à Louis XV en février 1754. Elle rejoindra les collections nationales sous la Révolution. Déposée au Musée du Louvre, elle a été restaurée en 2017.
Cette horloge est appelée Pendule de la Création du monde. Sa caisse de bronze argenté et doré, ornée des quatre éléments, évoque les premiers moments de la Genèse, après l’irruption de la lumière.
Outre l’heure, le jour et le mois, ses mécanismes très complexes indiquent :

pour la Terre
- l'orbe,
- la rotation horaire,
- le pivotement saisonnier de l'axe des pôles,
- l’endroit précis du zénith ;

pour les autres corps célestes
- les phases de la lune,
- les orbes planétaires.